# Neolophonotus cymbius
Neolophonotus cymbius là một loài ruồi trong họ Asilidae. Neolophonotus cymbius được Londt miêu tả năm 1988. Loài này phân bố ở vùng nhiệt đới châu Phi.